# Dasha (співачка)
Анна Даша Новотни (англ. Anna Dasha Novotny, нар. 27 лютого 2000, Сан-Луїс-Обіспо, Каліфорнія, США), професійно відома як Dasha, — американська співачка та авторка пісень.

## Дитинство та освіта
Даша народилася і виросла в Сан-Луїс-Обіспо, Каліфорнія. Вона відвідувала університет Бельмонта до початку пандемії COVID-19.

## Кар'єра
Даша випустила сингл «Don't Mean a Thing» під лейблом Famouz Records у квітні 2020 року. Пізніше того ж року вона підписала контракт із Quadio Records, дочірньою компанією Disruptor Records. «Don't Mean a Thing» і наступні сингли «None of My Business», «$hiny Things» і «21st Birthday» з'явилися на мініальбомі $hiny Things 2021 року, випущеній під Quadio Records.
У 2021 і 2022 роках Даша випустила низку синглів, які згодом увійшли до її дебютного альбому 2023 року Dirty Blonde.
Пізніше того ж року Даша випустила сингл «Austin» — спробу кантрі-музики, яка стала її першим входом у чарт Billboard у березні 2024 року. Того місяця вона підписала контракт з Warner Records. Її другий повноформатний альбом What Happens Now? був випущений у лютому 2024 року. 7 квітня 2024 року вона виконала «Austin» наживо на церемонії вручення нагород CMT 2024 в Остіні, штат Техас.

## Дискографія

### Студійні альбоми
| Назва             | Деталі                                  | Пікові позиції у чартах | Пікові позиції у чартах | Пікові позиції у чартах | Пікові позиції у чартах |
| Назва             | Деталі                                  | US                      | US Country              | CAN                     | NLD                     |
| ----------------- | --------------------------------------- | ----------------------- | ----------------------- | ----------------------- | ----------------------- |
| Dirty Blonde      | - Реліз: 27 січня 2023 - Лейбл: Quadio  | —                       | —                       | —                       | —                       |
| What Happens Now? | - Реліз: 16 лютого 2024 - Лейбл: Warner | 124                     | 27                      | 48                      | 8                       |

### Мініальбоми
| Назва         | Деталі                                   |
| ------------- | ---------------------------------------- |
| 21st Birthday | - Реліз: 19 березня 2021 - Лейбл: Quadio |

### Сингли
| Назва                     | Рік  | Пікові позиції у чартах | Пікові позиції у чартах | Пікові позиції у чартах | Пікові позиції у чартах | Пікові позиції у чартах | Пікові позиції у чартах | Пікові позиції у чартах | Пікові позиції у чартах | Пікові позиції у чартах | Пікові позиції у чартах | Сертифікації                                     | Альбом            |
| Назва                     | Рік  | US                      | US Country              | AUS                     | CAN                     | GER                     | IRE                     | NOR                     | NZ                      | UK                      | WW                      | Сертифікації                                     | Альбом            |
| ------------------------- | ---- | ----------------------- | ----------------------- | ----------------------- | ----------------------- | ----------------------- | ----------------------- | ----------------------- | ----------------------- | ----------------------- | ----------------------- | ------------------------------------------------ | ----------------- |
| «Don't Mean a Thing»      | 2020 | —                       | —                       | —                       | —                       | —                       | —                       | —                       | —                       | —                       | —                       |                                                  | Shiny Things      |
| «None of My Business»     | 2020 | —                       | —                       | —                       | —                       | —                       | —                       | —                       | —                       | —                       | —                       |                                                  | Shiny Things      |
| «Better Than She Did»     | 2020 | —                       | —                       | —                       | —                       | —                       | —                       | —                       | —                       | —                       | —                       |                                                  | Shiny Things      |
| «$hiny Things»            | 2021 | —                       | —                       | —                       | —                       | —                       | —                       | —                       | —                       | —                       | —                       |                                                  | Shiny Things      |
| «21st Birthday»           | 2021 | —                       | —                       | —                       | —                       | —                       | —                       | —                       | —                       | —                       | —                       |                                                  | Shiny Things      |
| «Love Me Till August»     | 2021 | —                       | —                       | —                       | —                       | —                       | —                       | —                       | —                       | —                       | —                       |                                                  | Dirty Blonde      |
| «Nervous»                 | 2021 | —                       | —                       | —                       | —                       | —                       | —                       | —                       | —                       | —                       | —                       |                                                  | Dirty Blonde      |
| «Talk»                    | 2021 | —                       | —                       | —                       | —                       | —                       | —                       | —                       | —                       | —                       | —                       |                                                  | Dirty Blonde      |
| «Going Nowhere»           | 2021 | —                       | —                       | —                       | —                       | —                       | —                       | —                       | —                       | —                       | —                       |                                                  | Dirty Blonde      |
| «Olivia»                  | 2021 | —                       | —                       | —                       | —                       | —                       | —                       | —                       | —                       | —                       | —                       |                                                  | Dirty Blonde      |
| «Fuck You»                | 2022 | —                       | —                       | —                       | —                       | —                       | —                       | —                       | —                       | —                       | —                       |                                                  | Dirty Blonde      |
| «7 Minutes in Heaven»     | 2022 | —                       | —                       | —                       | —                       | —                       | —                       | —                       | —                       | —                       | —                       |                                                  | Dirty Blonde      |
| «Dramatic»                | 2022 | —                       | —                       | —                       | —                       | —                       | —                       | —                       | —                       | —                       | —                       |                                                  | Dirty Blonde      |
| «Vegas»                   | 2022 | —                       | —                       | —                       | —                       | —                       | —                       | —                       | —                       | —                       | —                       |                                                  | Dirty Blonde      |
| «Eyeliner»                | 2022 | —                       | —                       | —                       | —                       | —                       | —                       | —                       | —                       | —                       | —                       |                                                  | Dirty Blonde      |
| «Wish That You Were Here» | 2022 | —                       | —                       | —                       | —                       | —                       | —                       | —                       | —                       | —                       | —                       |                                                  | Dirty Blonde      |
| «Even Cowboys Cry»        | 2023 | —                       | —                       | —                       | —                       | —                       | —                       | —                       | —                       | —                       | —                       |                                                  | What Happens Now? |
| «Austin»                  | 2023 | 20                      | 3                       | 12                      | 11                      | 22                      | 6                       | 11                      | 11                      | 7                       | 16                      | - ARIA: Gold - BPI: Gold - MC: Gold - RMNZ: Gold | What Happens Now? |
| «King of California»      | 2023 | —                       | —                       | —                       | —                       | —                       | —                       | —                       | —                       | —                       | —                       |                                                  | What Happens Now? |
| «42»                      | 2024 | —                       | —                       | —                       | —                       | —                       | —                       | —                       | —                       | —                       | —                       |                                                  | What Happens Now? |